# Drugslab
Drugslab est une chaîne YouTube du radiodiffuseur néerlandais BNNVARA active entre 2016 et 2019 avec un épisode hebdomadaire consacré à l'expérimentation d'une drogue accompagné d'une vidéo décrivant les pratiques recommandées et déconseillées lors de l'usage de cette drogue.
La chaîne a été fondée en septembre 2016. L'utilisation de la plateforme Youtube par la BNN a été motivé par le constat que les jeunes, qui constituent le public ciblé, reçoivent de plus en plus d'informations via Internet.
Le programme a été créé en partant du constat qu'une partie des jeunes expérimentent différentes drogues en dépit des interdictions légales qui en restreignent l'usage et que dans un tel contexte une bonne information permettrait de limiter le nombre et la gravité des accidents liés à la drogue. Le programme s'est positionné à l'international en mettant à la disposition des internautes des sous-titres en anglais.
Le 8 novembre 2019, dans une vidéo publié sur la chaine, les trois présentateurs de l'émission ; Nellie Benner, Dzifa Kusenuh et Bastiaan  Rosman annoncent que Drugslab serait interrompu. La chaîne venait de franchir le cap des 1 000 000 abonnés à l'époque. Ils ont déclaré que leur mission de fournir une éducation en ligne sur les drogues avait été couronnée de succès et que toutes les drogues qu'ils voulaient essayer avaient été couvertes au moins une fois.

## Format

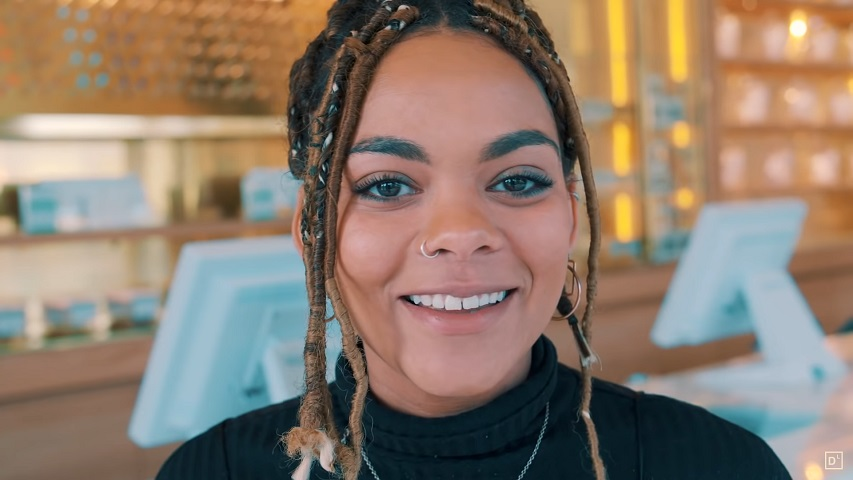
En 2019, la présentatrice Dzifa Kusenuh.

Les épisodes d'expérimentation sont systématiquement présentées par deux animateurs, les trois animateurs de l'émission se relayant d'une semaine sur l'autre. L'un des présentateurs prend une dose de la drogue présentée et décrit les effets qu'il ressent tandis que l'autre le questionne, lui demande de réaliser différentes tâches pour illustrer les effets de la substance étudiée et donne des conseils pour limiter les risques pris lors de la consommation de celle-ci . Le programme est enregistré dans un décor qui rappelle une salle de travaux pratiques de chimie. À l'arrière-plan, la structure du principe actif de la substance étudiée est dessinée sur un tableau à craie où se trouve aussi le rythme cardiaque et la température corporelle du cobaye avant la prise. Un écran affiche par ailleurs les valeurs actuelles de ces paramètres mesurées en continu sur l'expérimentateur. Tous les médicaments utilisés sont contrôlés par le Drug Information and Monitoring System (DIMS), organisme mis en place par le ministère de la Santé, du Bien-être et des Sports néerlandais. Une équipe médicale est présente lors des enregistrements. Les éditeurs travaillent en consultation avec Jellinek, un établissement néerlandais de traitement de la toxicomanie, pour la détermination des doses à utiliser. Ils ont fait le choix de ne pas tester de drogues susceptibles d'induire une addiction après une seule consommation, comme l'héroïne et la méthamphétamine.
Les épisodes sont publiés sous une licence qui permet la réutilisation (Creative Commons). En conséquence, des versions parlées dans d'autres langues pourront éventuellement apparaître.
Le programme était à l'origine présenté par Nellie Benner, Bastiaan Rosman et Rens Polman. En 2018, Polman a été remplacé par Dzifa Kusenuh.

## Réception
La chaîne compte plus de 1 000 000 d'abonnés. Un quart du public est néerlandais et un tiers vient des États-Unis, du Royaume-Uni, de Russie et d'Allemagne. Au Royaume-Uni, le programme a suscité une controverse et des demandes de suppression de YouTube. Cependant, selon YouTube, Drugslab a clairement une valeur éducative et YouTube se targue d'être un endroit où les gens peuvent trouver des informations dans toutes sortes de domaines.